# Marto Bojčev
Marto Nikolov Bojčev (in bulgaro Марто Николов Бойчев?; Sofia, 15 marzo 2008) è un calciatore bulgaro, centrocampista del CSKA 1948 Sofia.

## Carriera

### Club
Cresciuto nel settore giovanile del CSKA 1948 Sofia, dopo aver giocato per un periodo nella seconda divisione bulgara con la squadra riserve del club biancorosso, ha debuttato in prima squadra il 10 febbraio 2024 nella partita di Supercoppa di Bulgaria persa ai rigori contro il Ludogorec, all'età di 15 anni e 332 giorni. Il 18 maggio seguente ha segnato il suo primo gol in carriera in competizioni professionistiche, con la squadra riserve, nell'incontro di seconda divisione vinto 3-1 contro il Bdin; conclude la stagione 2023-2024 con 8 presenze ed una rete nella seconda divisione bulgara (con la squadra riserve) e con 5 presenze nella prima divisione bulgara (con la prima squadra). Nella stagione 2024-2025 continua ad alternarsi tra queste due formazioni, arrivando però col passare dei mesi a giocare principalmente in prima squadra, con la quale peraltro ad inizio stagione ha anche fatto il suo esordio nelle competizioni UEFA per club, giocando una partita nei turni preliminari di Conference League.

### Nazionale
Ha giocato con le nazionali giovanili bulgare Under-15, Under-16, Under-17, Under-19 ed Under-21.

## Statistiche

### Presenze e reti nei club
Statistiche aggiornate al 27 aprile 2025.
| Stagione                  | Squadra                   | Campionato                | Campionato | Campionato | Coppe nazionali | Coppe nazionali | Coppe nazionali | Coppe continentali | Coppe continentali | Coppe continentali | Altre coppe | Altre coppe | Altre coppe | Totale | Totale | Totale |
| Stagione                  | Squadra                   | Comp                      | Pres       | Reti       | Comp            | Pres            | Reti            | Comp               | Pres               | Reti               | Comp        | Pres        | Reti        | Pres   | Reti   |        |
| ------------------------- | ------------------------- | ------------------------- | ---------- | ---------- | --------------- | --------------- | --------------- | ------------------ | ------------------ | ------------------ | ----------- | ----------- | ----------- | ------ | ------ | ------ |
| 2023-2024                 | CSKA 1948 Sofia II        | 2L                        | 8          | 1          | -               | -               | -               | -                  | -                  | -                  | -           | -           | -           | 8      | 1      |        |
| 2024-2025                 | CSKA 1948 Sofia II        | 2L                        | 15         | 4          | -               | -               | -               | -                  | -                  | -                  | -           | -           | -           | 15     | 4      |        |
| Totale CSKA 1948 Sofia II | Totale CSKA 1948 Sofia II | Totale CSKA 1948 Sofia II | 23         | 5          |                 | -               | -               |                    | -                  | -                  |             | -           | -           | 23     | 5      |        |
| 2023-2024                 | CSKA 1948 Sofia           | 1L                        | 5          | 0          | CB              | 0               | 0               | -                  | -                  | -                  | SB          | 1           | 0           | 6      | 0      |        |
| 2024-2025                 | CSKA 1948 Sofia           | 1L                        | 19         | 0          | CB              | 1               | 0               | UECL               | 1                  | 0                  | -           | -           | -           | 21     | 0      |        |
| Totale CSKA 1948 Sofia    | Totale CSKA 1948 Sofia    | Totale CSKA 1948 Sofia    | 24         | 0          |                 | 1               | 0               |                    | 1                  | 0                  |             | 1           | 0           | 27     | 0      |        |
| Totale carriera           | Totale carriera           | Totale carriera           | 47         | 5          |                 | 1               | 0               |                    | 1                  | 0                  |             | 1           | 0           | 50     | 5      |        |